# Poecilopsis aliena
Poecilopsis aliena är en fjärilsart som beskrevs av Harrison. Poecilopsis aliena ingår i släktet Poecilopsis och familjen mätare. Inga underarter finns listade i Catalogue of Life.